# 瓜塔
瓜塔（西班牙語：Guata），是洪都拉斯的城鎮，位於該國西部，由奧科特佩克省負責管轄，始建於1791年，面積680.03平方公里，海拔高度985米，2001年人口9,446，人口密度每平方公里13.89人。
15°5′N 86°23′W / 15.083°N 86.383°W